# Melody of Certain Damaged Lemons
Melody of Certain Damaged Lemons är Blonde Redheads femte studioinspelade album. Albumet släpptes den 6 juni 2000 på Touch and Go Records.

## Låtlista
1. "Equally Damaged" - 0:40
2. "In Particular" - 6:05
3. "Melody of Certain Three" - 3:53
4. "Hated Because of Great Qualities" - 4:42
5. "Loved Despite of Great Faults" - 4:12
6. "Ballad of Lemons" - 1:54
7. "This is Not" - 4:50
8. "A Cure" - 5:23
9. "For the Damaged Mother" - 3:02
10. "Mother" - 2:08
11. "untitled" - 2:37